# Vuurstaartlabeo
De vuurstaartlabeo (Epalzeorhynchos bicolor) is een vis uit de familie eigenlijke karpers (Cyprinidae). De verouderde naam is Labeo bicolor, deze duikt nog vaak op.
De vuurstaartlabeo heeft een kenmerkende tekening, een paarszwart lichaam en een knalrode tot oranje staart. Het is een territorium vormende agressieve vis, die soortgenoten net zo lang aanvalt tot er maar één in leven is. 
Een jonge labeo is vrij rustig en zal andere vissen niet snel aanvallen maar dit gedrag verandert als ze volwassen zijn. Hierdoor is een groot aquarium nodig (groter dan 1,20 meter) met vele schuilplaatsen en dient slechts één exemplaar tegelijk gehouden te worden.
In een aquarium is de voorkeur van een pH tussen 6,8 en 7,5. Een temperatuur tussen 22 °C en 26 °C en de hardheid van het water tussen de 5 en 15 dH.
Ze kunnen acht jaar oud worden, hoewel er sommige zeldzame gevallen bekend zijn dat ze ouder werden dan 10 jaar.
Het soort staat op de Rode Lijst van de IUCN als kritiek, beoordelingsjaar 2011.